# Štefan Čambal
Štefan Čambal   (Bratislava, 16 de desembre de 1908 - Praga, 18 de juliol de 1990) és un exfutbolista eslovac de la dècada de 1930 i entrenador.
Fou 22 cops internacional amb la selecció txecoslovaca amb la qual participà en la Copa del Món de Futbol de 1934.
Pel que fa a clubs, defensà els colors de 1. ČsŠK Bratislava, Teplitzer FK, SK Slavia Praha, SK Židenice i Baťa Zlín.